# علجوم الشجر الآسيوي إيفيرت
علجوم الشجر الآسيوي إيفيرت (الاسم العلمي: Pedostibes everetti)، هو نوع من البرمائيات يتبع جنس علجوم الشجر الآسيوي ضمن فصيلة العلاجيم الحقيقية. موائلها الطبيعية هي شبه الاستوائية أو الاستوائية الرطبة والغابات المنخفضة والأنهار.